# مصبنة البدر
مصبنة البدر هي واحدة من أقدم وأشهر المصابن التقليدية في مدينة نابلس، وتُعدّ رمزًا حيًا لصناعة الصابون النابلسي التي تمتد جذورها لأكثر من 800 عام. تأسست المصبنة في ثلاثينيات القرن العشرين على يد الحاج معاذ النابلسي، وتواصل اليوم عملها في البلدة القديمة، محافظةً على الأساليب التقليدية في الإنتاج رغم التحديات الاقتصادية والتقنية.

## التاريخ والنشأة
تعود أصول مبنى مصبنة البدر إلى أكثر من 800 عام، حيث بُني في الأصل كمصنع للصابون في البلدة القديمة بنابلس. وفي ثلاثينيات القرن العشرين، قامت عائلة النابلسي، التي تمتلك تاريخًا يمتد لأكثر من 200 عام في صناعة الصابون، بتأسيس المصبنة في هذا المبنى العريق.
تُعتبر عائلة النابلسي من أبرز العائلات التي ساهمت في ازدهار هذه الصناعة، حيث كانت تمتلك حوالي 43% من مصانع الصابون في نابلس خلال القرن التاسع عشر. 

## عملية الإنتاج
تُنتج مصبنة البدر الصابون النابلسي باستخدام زيت الزيتون البكر الخالص، مع الحفاظ على الطرق التقليدية في التصنيع. تبدأ العملية بطهي الزيت مع الصودا الكاوية والماء في أوعية كبيرة لمدة تصل إلى سبعة أيام، ثم يُصب الخليط على الأرض لتبريده وتقطيعه يدويًا إلى قطع صغيرة، ثم تُجفف القطع في الطابق العلوي من المصبنة قبل تغليفها.

## التحديات والتجديد
رغم التحديات الاقتصادية والتقنية، تواصل مصبنة البدر عملها محافظًة على جودة المنتج التقليدي. وفي السنوات الأخيرة، قامت المصبنة بإدخال تحسينات على شكل الصابون، حيث تحول من الشكل المكعب إلى المستطيل لتسهيل استخدامه. كما أضافت المصبنة منتجات جديدة مثل صابون بحليب الماعز وصابون سائل بعطر اللافندر.

## الأهمية الثقافية
تُعتبر مصبنة البدر شاهدًا حيًا على التراث الثقافي والاقتصادي لمدينة نابلس، حيث لعبت دورًا مهمًا في تاريخ صناعة الصابون النابلسي. وتُعدّ هذه الصناعة جزءًا لا يتجزأ من الهوية الثقافية للمدينة، وساهمت في تعزيز العلاقات الاقتصادية والاجتماعية بين نابلس والقرى المحيطة بها.